# Pont d'Aragó

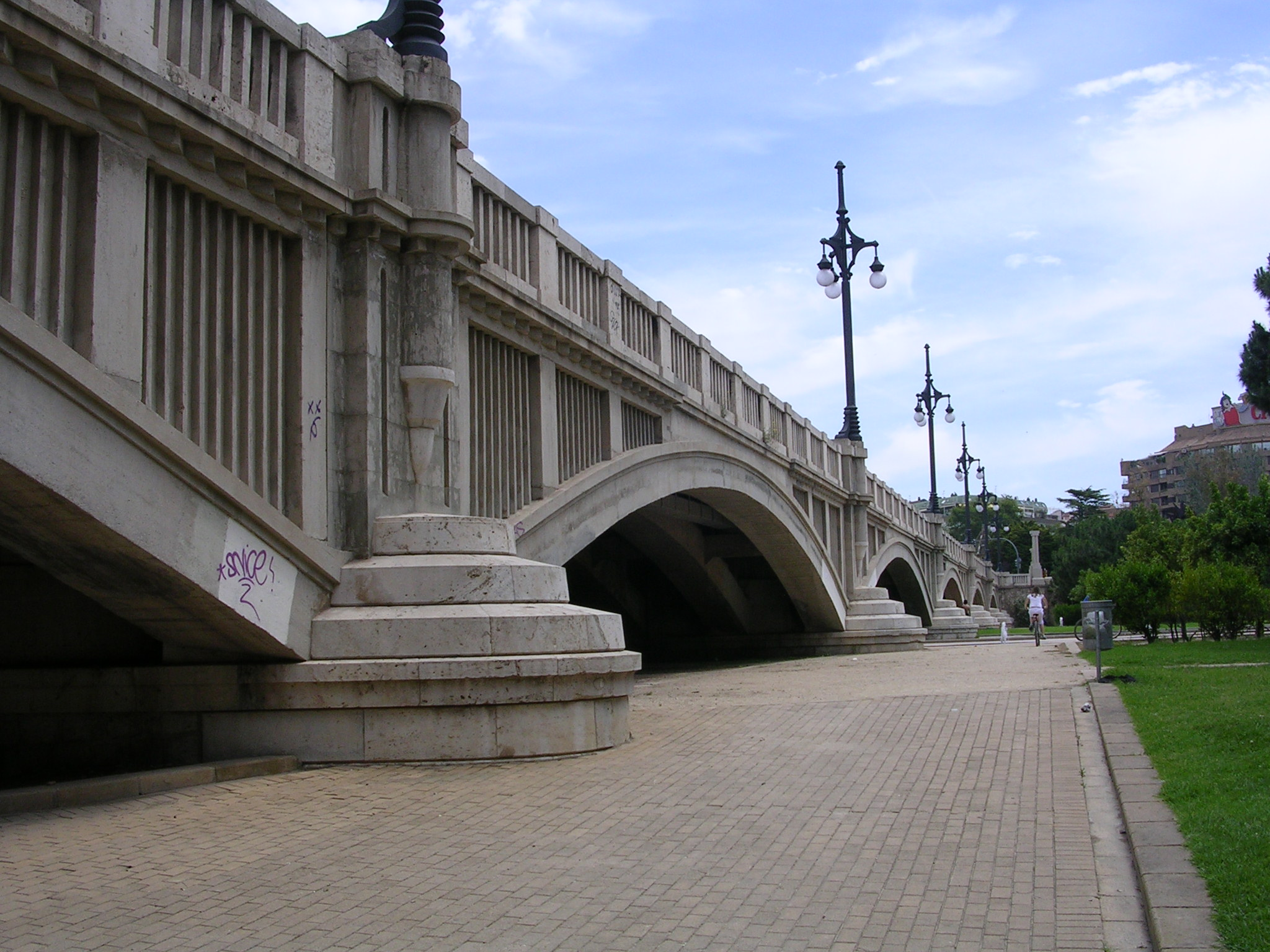
El pont, fotografiat des del Jardí del Túria.

El Pont d'Aragó és un pont de València que creua el riu Túria i connecta els barris de Mestalla i Albors amb els del Pla del Remei i de Gran Via. Relaciona, doncs, l'avinguda d'Aragó i la plaça de Saragossa amb la gran via del Marqués de Túria. El pont té sis arcs de 25 metres, i una longitud de 167 metres, i d'amplada 30, amb set carrils per a cotxes, voreres per als vianants i un carril-bici. Construït als anys 30, és d'estil racionalista. Al final del pon hi ha escultures alegòriques obra de l'escultor José Terencio Farré. És una obra dels enginyers Arturo Monfort, José Burguera i Gabriel Leyda.